# Ordem Lorico Asuwain

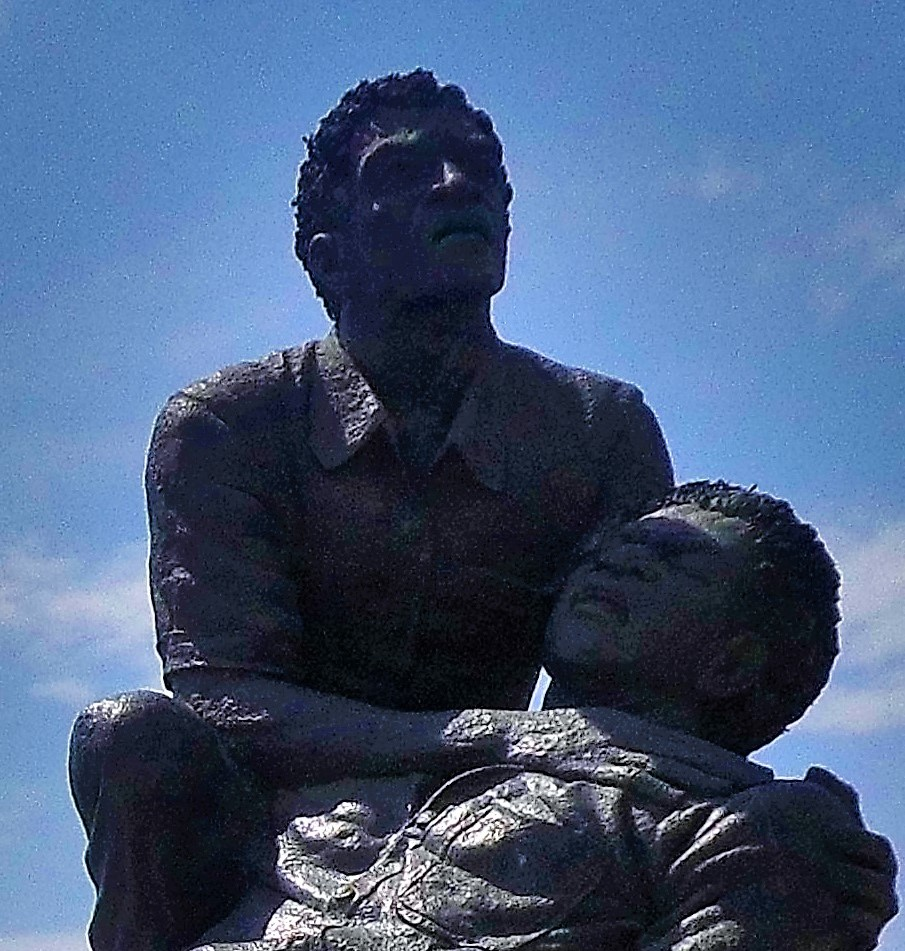
Seit 2011 erinnert in Dili ein Denkmal an das Santa-Cruz-Massaker

Der Ordem Lorico Asuwain (andere Schreibweise: Ordem Lorico Aswain) ist ein Orden Osttimors.

## Hintergrund
Mit dem Ordem Lorico Asuwain werden Überlebende und postum Opfer des Santa-Cruz-Massakers vom 12. November 1991 geehrt. Die Opfer waren zumeist junge Timoresen, die auf einer Demonstration gegen die indonesische Besetzung Osttimors protestierten. Mit „Lorico Asuwain“ wurden in dieser Zeit die jugendlichen Unabhängigkeitsaktivisten bezeichnet.
Der Orden zeigt auf der Vorderseite einen Gelbbrustlori (tetum Lorico), das Symbol der jungen Krieger und die portugiesische Inschrift „Honra e Glória“ (deutsch Ehre und Ruhm). Auf der Rückseite stehen die Worte „Em memória do dia 12 de Novembro de 1991“ (deutsch 40 / 5.000 In Erinnerung an den 12. November 1991).

## Träger des Ordem Lorico Asuwain
Die Liste ist nicht vollständig. Mit † sind jene Personen markiert, die beim Massaker am 12. November 1991 ums Leben kamen oder verschwanden.

### Überlebende
- Francisco David Xavier Carlos[3]
- Isabel Marçal da Costa[1]
- Elsa Camila Viegas[1]
- Joana Dias Amorin[1]
- Pascoal da Costa Oliveira[1]
- Carlos Tilman de Carvalho[1]
- Manuel (Panti Asuhan)[1]
- Sérgio Fontura Guterres[1]
- Manuel da Costa[1]
- Francisco Rodrigues Faria[1]
- Sérgio Filomeno Marques/Amali[1]
- Nominando Soares Martins[4]
- Gregório Saldanha'[5]
- Mateus Soares[1]
- Fausto Freitas da Silva/Liurai Tasi[1]
- Renilde Corte-Real da Silva[6]
- Simplício Celestino de Deus[1]
- Fernando Tilman/Gulit[1]
- Francisco Dionisio Fernandes
- Paulo Pereira dos Santos[7]

### „Märtyrer“
- Sebastião Gomes †[1]
- Tomás Ximenes †[1]
- Frede Martins da Costa †[1]
- Eldu Duarte da Silva †[1]
- Ulisses da C.X. Cipriano †[1]

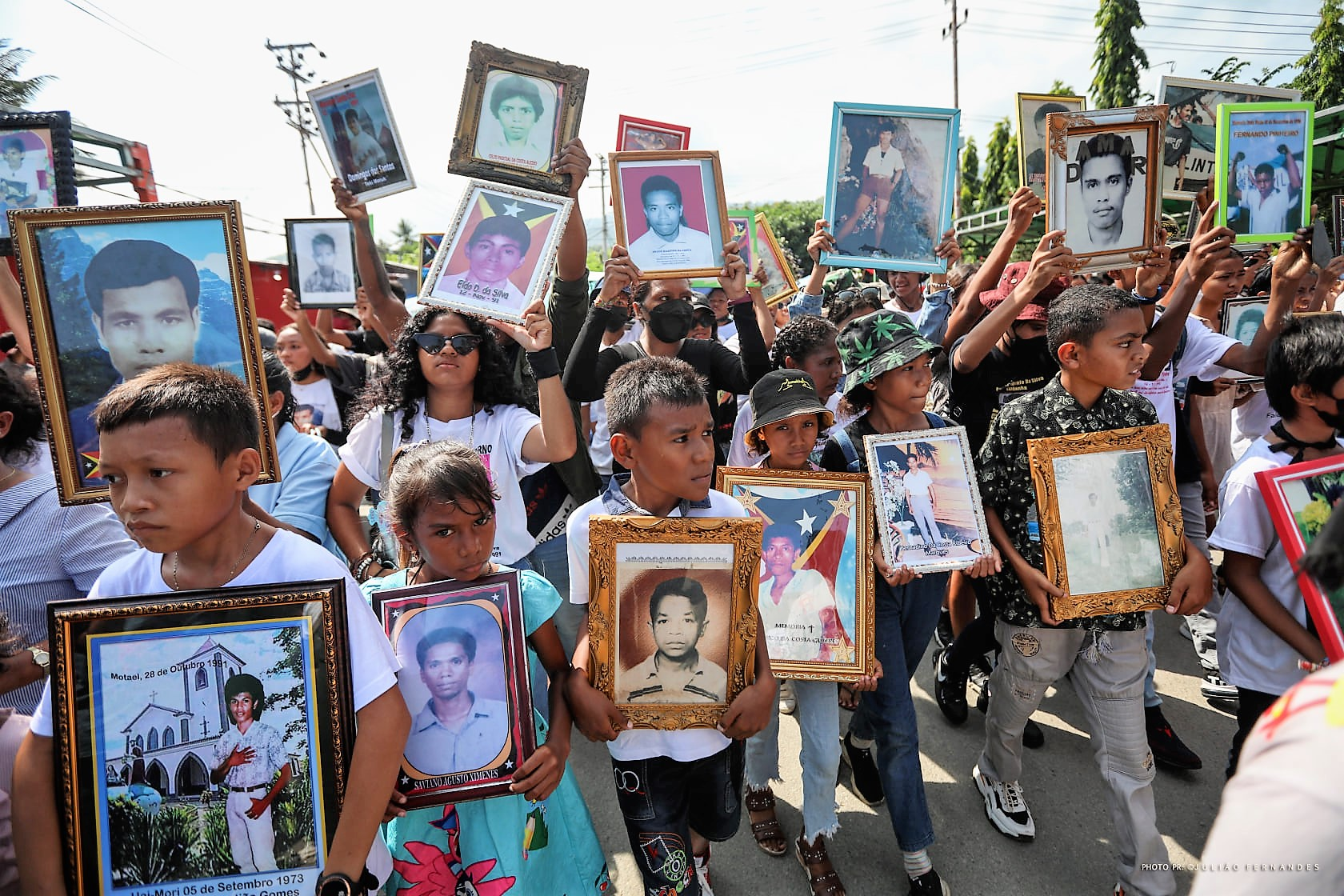
Kinder mit Fotos der Opfer des Massakers am Santa-Cruz-Tag (2021)

- Álvaro da Conceição Ribeiro Ferreira †[1]
- Nélio Armindo Dias Ximenes †[1]
- Lourenço Alves Correia †[1]
- Augusto Gama/Teky †[1]
- António Grande †[1]
- Maria Piedade †[1]
- Lourenço Alves Correia †[1]
- Domingos de Oliveira †[1]
- Mateus Pereira †[1]
- Silvino da Costa †[1]
- Adélia Perpétua Sabo de Araújo †[1]
- Sabino Maria dos Reis †[1]
- Fernando Pinto †[1]
- Francisco Amaral †[1]
- Caetano da Silva †[1]
- Procópio Natalino de Jesus do Rêgo/Acopi †[1]
- Fernando Gregório Martins †[1]
- Eugénio da Silva Saldanha †[1]
- Vitorino Lopes da Silva †[1]
- Tomás Mendes Pereira †[1]
- Gracildo de Araújo †[1]
- Eka Soares †[1]
- Francisco da Silva †[1]
- José Júlio Sarmento Borges †[1]
- Domingas Gorrete Soares Pacheco †[1]
- Clementino da Costa Barreto Soares †[1]
- Eulália de Jesus Araújo Corte-Real †[1]
- Francisco Binaraga †[1]
- Gil Vicente Simões †[1]
- Domingos da Costa de Sousa †[1]